# نسپولو
نسپولو (به ایتالیایی: Nespolo) یک کومونه در ایتالیا است که در استان ریتی واقع شده‌است.

## خصوصیات
نسپولو ۸٫۶ کیلومترمربع مساحت و ۲۸۷ نفر جمعیت دارد و ۸۸۶ متر بالاتر از سطح دریا واقع شده‌است.